# Funny River
Funny River est une census-designated place du borough de la péninsule de Kenai en Alaska aux États-Unis. Sa population était de 877 habitants en 2010.
Elle est située sur la Peninsule Kenai, à 24 km de Soldotna, le long de la rivière Kenai.
Les températures moyennes vont de −16 °C à −6 °C en janvier et de 8 °C à 18 °C en juillet.
Son nom provient de la rivière voisine, et a été référencé pour la première fois en 1904 par l'United States Geological Survey. La population s'est installée le long de la rivière entre 1950 et 1960. Actuellement, une route goudronnée relie Funny River à Soldotna.
Ses habitants travaillent et s'approvisionnent à Homer ou à Soldotna et pratiquent la pêche au saumon en juin et juillet.